# Bandeirantes (ontdekkingsreizigers)

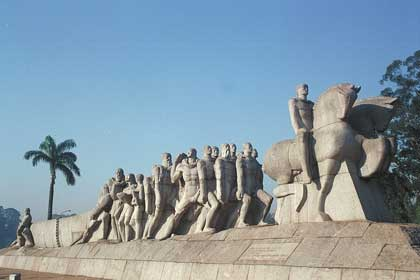
Bandeirantes monument in São Paulo

De Bandeirantes waren Braziliaanse koloniale verkenners (letterlijk vlagplanters) die deelnamen aan de Bandeiras, ontdekkingstochten en landbezettingen (letterlijk vlagplantingen) in het Braziliaanse binnenland. Door deze vlagplantingstochten werd het kleine Portugese gebied begrensd door het Verdrag van Tordesillas uitgebreid tot grofweg het grondgebied van het huidige Brazilië. Tijdens deze ontdekkings- en veroveringstochten werden ook de minerale rijkdommen van het binnenland ontdekt, die zorgden voor de rijkdom van Portugal in de 17de en 18de eeuw.

## Bandeiras
De Bandeiras waren ontdekkingstochten door Paulista's (inwoners van São Paulo) en bevriende indianen met vooral als doel het vinden van edele metalen, het tot slaaf maken van indianen en het gevangennemen van gevluchte slaven.
Hierbij vertrokken ze in het kapiteinschap São Vincente meestal van het toen nog arm en klein dorpje São Paulo dos Campos de Piratininga, dat op dat moment onbetekenend was in het Portugese rijk. Zoals zoveel ontdekkingsreizigers volgden ze de loop van de rivieren, die westwaarts van de Serra do Mar in Zuidoost-Brazilië landinwaarts stroomden. Na de Unie van de Portugese en Spaanse Kronen (door Filips II profiteerden de Bandeirantes ervan, gebieden in Spaans Zuid-Amerika (volgens het Verdrag van Tordesillas) te betreden en te exploiteren. Deze gebieden waren voor de Spanjaarden onbelangrijk, daar hun rijke mijnen en steden over het Andes-gebergte lagen.
São Paulo was de vertrekbasis van de bekendste Bandeirantes. In de 16de en begin 17de eeuw domineerden de Mestiezen en de indianen (meestal wel als vrije mannen) zelfs in aantal de Europeanen in deze stad. De meest invloedrijke families hadden vaak ook indiaans bloed in de aderen en leverden de meeste leiders van de Bandeiras, met enkele uitzonderingen zoals de Europees geboren Antonio Raposo Tavares (1598-1658).
Als resultaat van de Bandeiras, werd het kapiteinschap van São Vincente de basis voor het vice-koninkrijk van Brazilië en omsloot het de huidige staten Santa Catarina, Paraná, São Paulo, Minas Gerais, Goias, Tocantins, Mato Grosso do Sul en Mato Grosso.

## Slaventochten
Toen Brazilië in 1500 ontdekt werd, was er naar schatting een inheemse bevolking van 2,5 miljoen. Tegen het begin van de 18de eeuw was dit aantal teruggevallen tot anderhalf miljoen. Veel stammen leefden dicht bij de Atlantische kust en stierven aan Europese ziektes of mengden zich in de Portugese bezetters. Anderen vluchtten het binnenland in. De voortvluchtige indianen en de steeds grotere nood aan werkkrachten (slaven) kon zelfs niet gedekt worden met de massale import van slaven uit Afrika.
Daarom vertrokken vanuit São Paulo avonturiers van meestal gemengd bloed en drongen geleidelijk aan westwaarts door, in hun jacht op gevluchte en nieuwe slaven. De bekendste slavenjagers waren Bartolomeu Bueno da Silva, Fernão Dias Pais, António Rodrigues Arzão, António Pires de Campos en Bartolomeu Bueno de Sequeira en de bekendste (of beruchtste) António Raposo Tavares.
In 1628 leidde António Raposo Tavares een bandeira samengesteld uit 2000 bevriende indianen, 900 mestiezen en 69 blanke Paulistano's. Het doel was de zoektocht naar edele metalen en het gevangennemen van indianen voor slavernij. Deze expeditie alleen al was verantwoordelijk voor de vernietiging van een groot stuk van de Spaanse Jezuïetenmissies Guairá en het gevangennemen van 60.000 indianen. Van 1648 tot 1652 leidde Tavares een van de langstdurende expedities van São Paulo tot de monding van de Amazone, waarbij vele zijrivieren werden verkend, waaronder de Rio Negro. In totaal werd er een afstand van 10.000 km afgelegd. De expeditie deed in 1651 Quito, toen onderdeel van het vice-koninkrijk Peru, aan. Van de 1200 man die in São Paulo vertrokken kwam slechts 60 man aan in de eindbestemming Belém.
Andere tochten leidden langs de Amazone en zijn zijrivieren. De veelvuldige expedities langs de Amazone lieten hun sporen na. Een Franse reiziger schreef in 1740 dat Langs honderden mijlen van rivieroevers is er geen teken van menselijk leven, en ooit bloeiende dorpen waren volledig verlaten. Als tegenreactie daarop organiseerden de Jezuïeten in het Amazone-bassin maar ook in bij de Guarani van zuidelijke Brazilië hun missies op een meer militaire basis, om zo de slavenhandelaars te stoppen.

## Trivia
Momenteel is Bandeirantes een heel populaire naam in Brazilië, waar onder andere een autosnelweg, een grote boulevard en een monument voor zijn opgericht in São Paulo.